# Дача Безобразовых
«Жерно́вка», реже Дача Безобразовых — бывшая дворянская усадьба, расположенная в одноимённом районе Санкт-Петербурга по адресу Ириновский проспект, дом 9. За свою историю неоднократно меняла владельцев и названия. Усадьба была построена в конце XVIII века, предположительно, архитектором Джакомо Кваренги, и реконструирована в 1880-х. После революции пришла в упадок, с 2018-го ожидает реставрации и приспособления под современное использование.

## История

### Первые владельцы
Первые сведения о застройке и межевании земель датируются началом 1720-х. Тогда земли с деревнями Малиновка и Жерновка принадлежали стольнику Фёдору Бутурлину, от которого их унаследовал Иван Иванович Бутурлин. Тогда имение называлось «Бутурлина дача», однако не сохранилось свидетельств о какой-либо застройке. В 1739-м, после смерти Бутурлина, новым владельцем стал обер-прокурор Сената Фёдор Иванович Соймонов. Десять лет спустя он продал земли действительному тайному советнику Алексею Григорьевичу Жеребцову. В этот период имение получило название «Жерновка». Существует гипотеза, что одним из владельцев имения был изобретатель А. К. Нартов, однако документальных свидетельств этому не обнаружено. Имеется лишь косвенное подтверждение — в мае 1756-го в «Санкт-Петербургских ведомостях» было опубликовано объявление, что сыновья Нартова продают мызу на Выборгской стороне Сперновки, которой, предположительно, и была Жерновка.
Документы о последующем периоде в истории усадьбы противоречивы. Многие исследователи утверждают, что в 1786-м имение получил Михаил Донауров, одно время служивший секретарём и личным библиотекарем Павла I. От Михаила землю унаследовал его дядя Гаврила Герасимович, а в 1802-м его сын Павел Гаврилович. В 1806-м через суд усадьбу получил полковник Ф. М. Полторацкий. При этом в архиве Сената в фонде РГИА обнаруживаются свидетельства, что 21 июня 1788 года от Алексея Жеребцова Жерновку унаследовала его сестра, статская советница Наталья Алексеевна Жеребцова, в замужестве Чекалевская. Сохранился указ императора Александра I, утверждавший межевание мызы Жерновка от 23 сентября 1811-го, находившейся во владении супруга Натальи Алексеевны, вице-президента Императорской Академии искусств Петра Чекалевского.

### Безобразовы

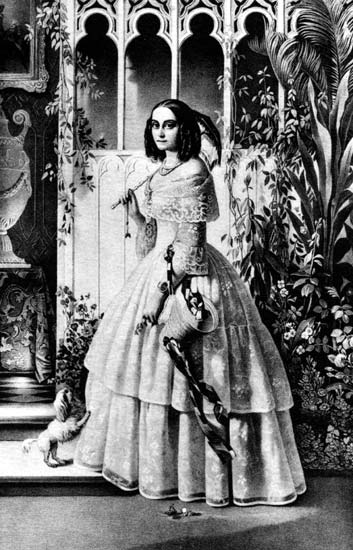
Екатерина Александровна Сухозанет, ур. Белосельская-Белозерская, в честь которой мыза получила название «Екатерининская»

В 1827 году император Николай I передал Жерновку купцу Севастьяну Венедиктовичу Крамеру. При этом владельце главный особняк расширили, в имении стали выращивать овощи и фрукты на продажу, организовали молочное хозяйство. С 1838-го владельцем мызы (тогда под названием Гавриловка) стала супруга генерал-адъютанта И. О. Сухозанета Екатерина Александровна (дочь князя А. М. Белосельского). Жерновка стала приданым её дочери Анны, которая вышла в 1844 году замуж за Н. А. Безобразова. По имени новых владельцев усадьба стала называться дачей Безобразовых, а мызу переименовали в Екатерининскую. Екатерина Александровна практически постоянно жила за границей, поэтому в 1858-м передала управление делами усадьбы своему зятю, мужу дочери Анны Николаю Александровичу Безобразову. При нём была открыта школа для крестьянских детей. После его отъезда за границу управляющим делами стал тайный советник Сократ Ремезов. После её смерти наследники разделили имение на две части, 655 десятин земли и усадьба отошли к Анне Безобразовой.
Анна Безобразова скончалась в Лозанне в 1895 году, её дочь М. Н. Безобразова жила в Ницце и страдала душевным расстройством, поэтому имением управлял её опекун действительный статский советник Александр Михайлович Безобразов. В начале XX века Жерновку сдавали в аренду под дачи, а один из сыновей Николая Александровича оборудовал в имении полигон и проводил испытания артиллерийских орудий. К началу Первой мировой войны усадьба пришла в упадок.

### Описание

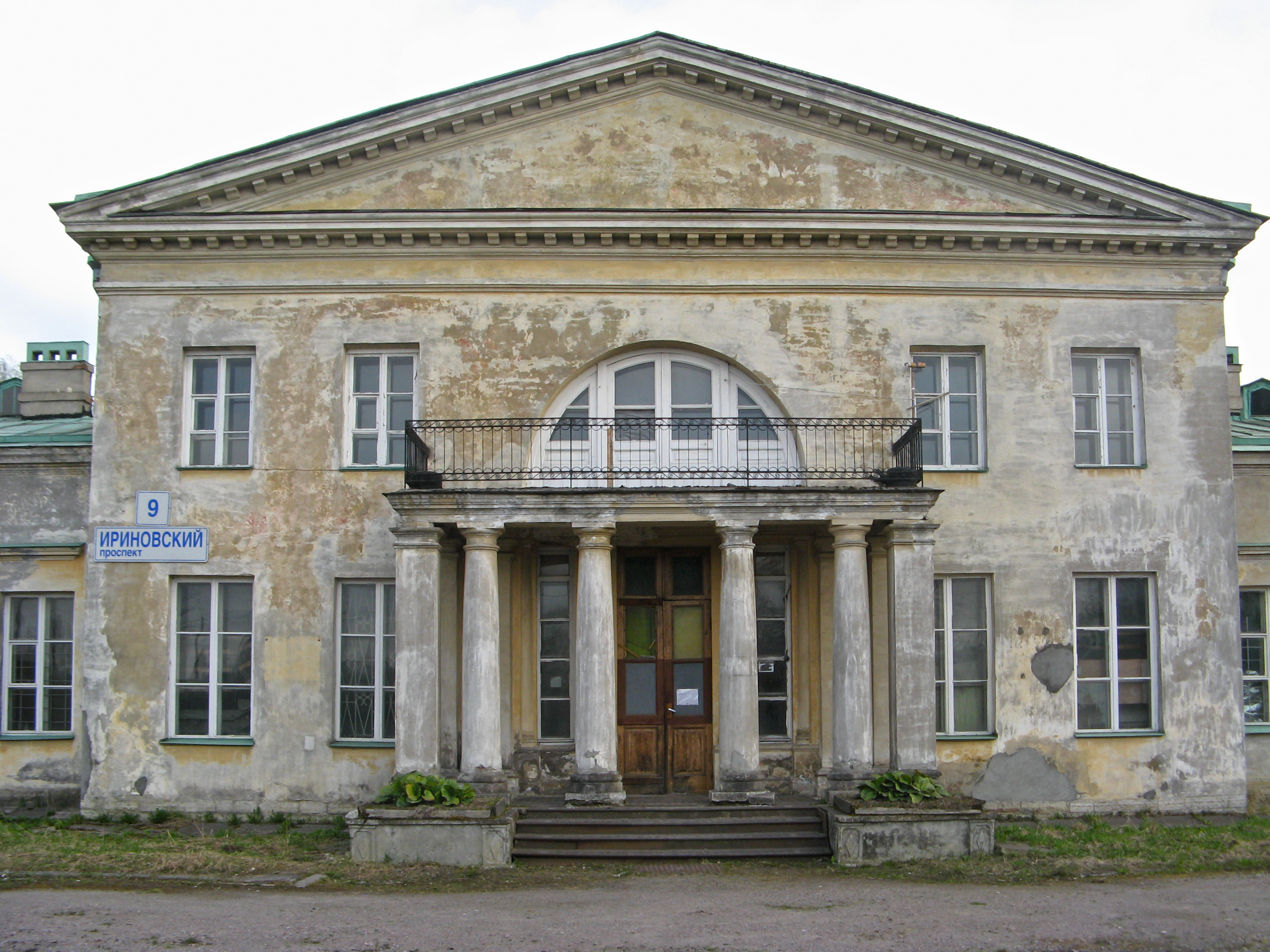
Главный дом в 2017-м году

Основное строительство велось в усадьбе в 1790-х. В 1794—1796 годах на крутом берегу Охты был построен главный усадебный дом с двумя флигелями, увенчанными башенками. Автором проекта считают Джакомо Кваренги. Хотя некоторые исследователи считают создателем усадебного комплекса Николая Львова или Юрия Фельтена, как минимум чертёж павильона у пристани однозначно является работой Кваренги и подписан зодчим. Кроме того, в Миланском музее Сфорцеско хранится подписанный Кваренги чертёж усадьбы, идентичной Жерновке, и два похожих варианта пристани с павильоном. В таком случае, авторами росписей в интерьерах главного особняка могли быть постоянные сотрудники Кваренги Антонио делла Джакомо или Карло Скотти.
Главный особняк усадьбы имел пять парадных помещений — зал, гостиная, столовая, бильярдная и спальня. В интерьерах широко использовались лепнина и позолота, стены были окрашены под мрамор, стояли венецианские двери и изразцовые печи, стены и плафоны потолка были обильно декорированы росписями и барельефами. Всю стену гостиной занимало огромное фресковое панно с изображением Гатчинского дворца. Усадьбу окружал пейзажный парк с прудом и каменной пристанью, также на территории было три оранжереи, вишнёвый сад, ледники, сараи, конюшни, хлебный магазин. Все хозяйственные постройки были декорированы в китайском стиле, подобно тому, как отделывали их в Гатчине и Павловске.
В 1868—1870 годах в имении шли масштабные ремонтные работы, были построены жилой деревянный дом на 7 комнат, конюшня, оранжерея, беседка, проведён ремонт подъездной дороги и мостов. В 1869-м была создана живописная панорама в галерее центрального особняка.
В 1924-м усадьбу посетил художник Николай Лансере, после своего визита он опубликовал в журнале «Среди коллекционеров» статью «Забытыя пригородная усадьба Жерновка на Охте», в которой подробно описал имение и опубликовал фотографии. Эти снимки и описание стали основой для реставрации, проходившей в середине XX века.
В усадьбе имеется недействующий фонтан.

### После революции

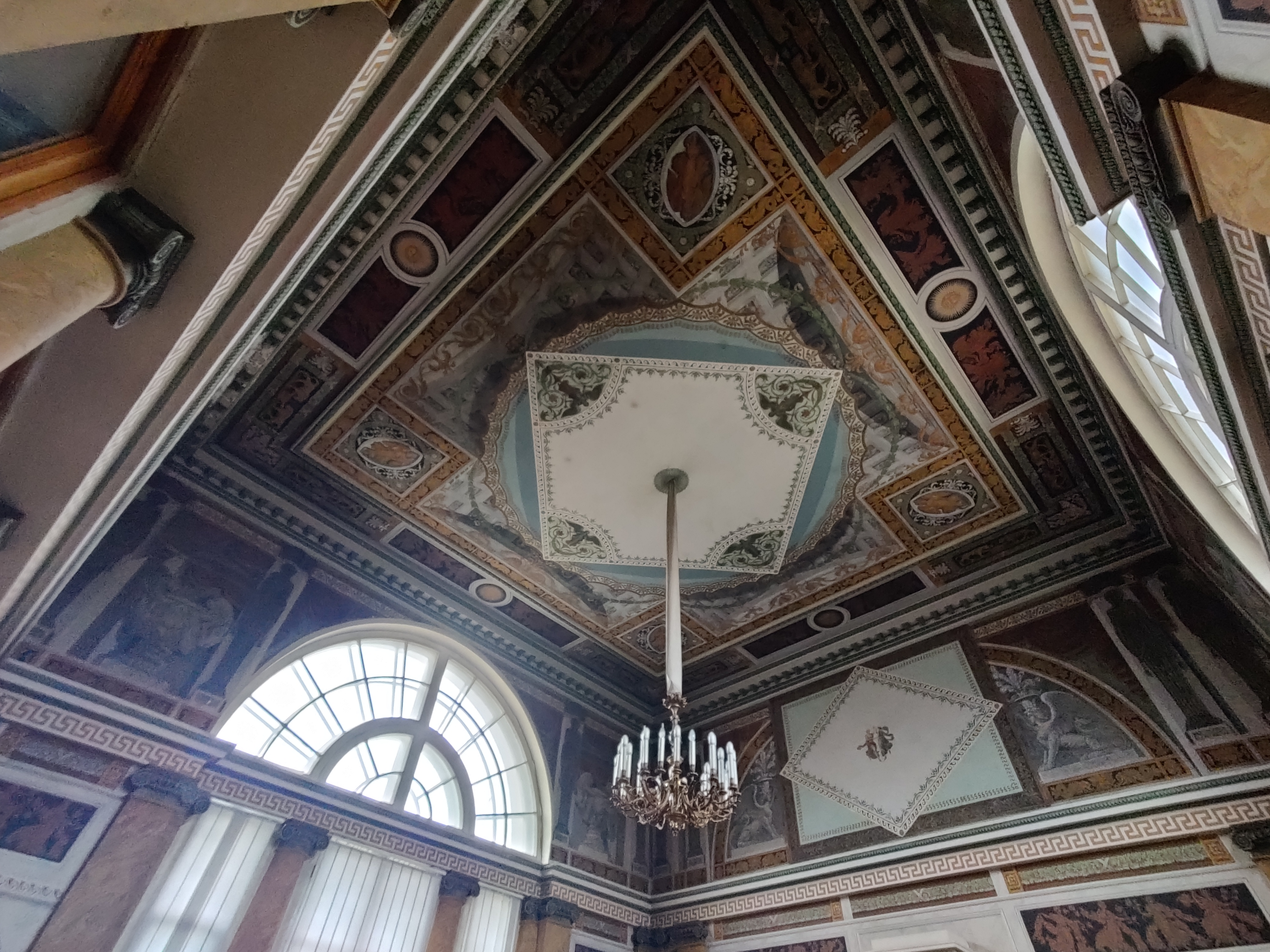
Восточная гостиная

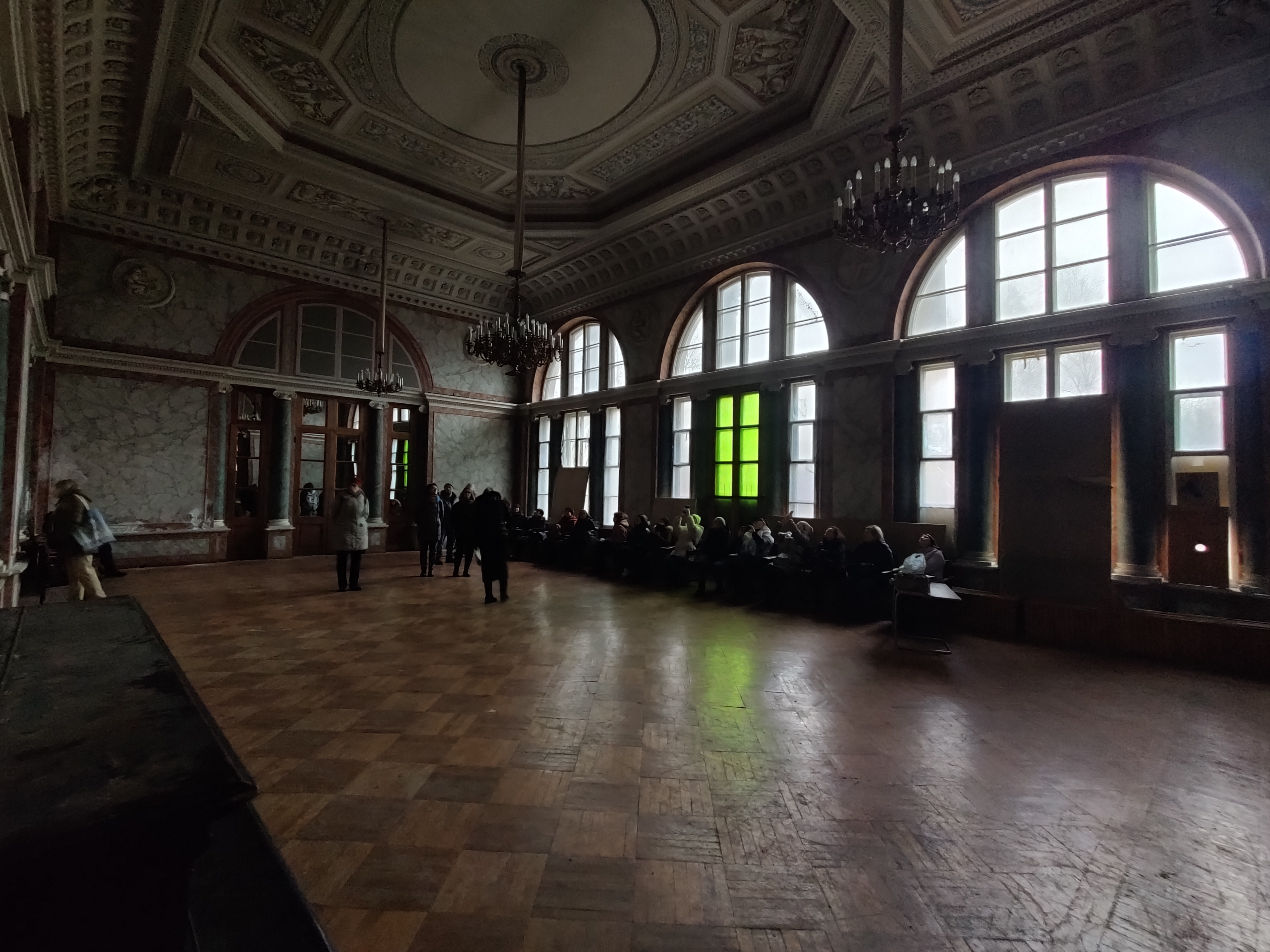
Большой зал

В дни февральской революции от поджогов пострадали сады и главный дом. Уже в 1917-м его превратили в клуб для заводских рабочих, в 1923-м часть парковых земель отдали под пашню, для чего вырубили часть деревьев. В 1929-м усадьбу передали 2-му конвойному полку, в главном доме устроили конную ветлечебницу и коровник. С 1931-го здание находилось в ведении Музейного отдела Наркомпроса, в 1933-м в нём открыли общежитие совхоза, для чего большую часть внутренних помещений перепланировали и разделили перегородками. В этот период были разобраны въездные парадные ворота и уничтожены изразцовые печи парадных залов особняка. В 1938-м дом передали под общежитие Охтинского лесозавода, тогда большинство внутренних помещений перепланировали, перестроили флигели и демонтировали павильон с башней, тогда были утрачены росписи стен и потолка. После Второй Мировой войны не осталось пейзажного парка.
В 1950 году усадьба была взята под охрану государства и дважды частично реставрировалась. Последняя реставрация началась в 1973-м, проектом руководила архитектор О. В. Шамраева, работы продолжались десять лет. Тогда были отреставрированы парадный зал и спальня, в парке частично высажены новые деревья и расчищен пруд. В постсоветское время усадьбу сдали в аренду с обременением реставрационными работами, которые, однако, не были проведены.
С 2001 года усадьба является памятником архитектуры федерального значения. В 2014-м её передали Агентству по управлению и использованию памятников истории и культуры. В 2018-м году появилась информация, что усадьба передана в аренду компании «РегионМостСтрой» из Башкортостана, которая в течение полутора лет должна разработать и согласовать с КГИОП план реставрации и приспособление усадьбы под офисный и культурный центр. Реставрация проведена не была. С 2020 года дача вновь была в федеральном владении, с 2023 года начался процесс передачи её городу для адаптации помещений усадьбы под музыкальную школу.